# Simone de Vaulchier du Deschaux
Pour les articles homonymes, voir Vaulchier et Deschaux.
Louise Darie Simone de Vaulchier du Deschaux, plus couramment appelée Simone de Vaulchier du Deschaux (Dole, 3 janvier 1779 – Paris, 19 avril 1834), est une noble française, ainsi qu'une peintre spécialisée dans les toiles religieuses.

## Biographie
Simone de Vaulchier du Deschaux nait à Dole le 3 janvier 1779. Elle est la fille de Louis de Vaulchier du Deschaux et de Marie Charlotte Félicitè Terrier de Montciel, sœur d'Antoine-Marie- René de Terrier de Monciel.

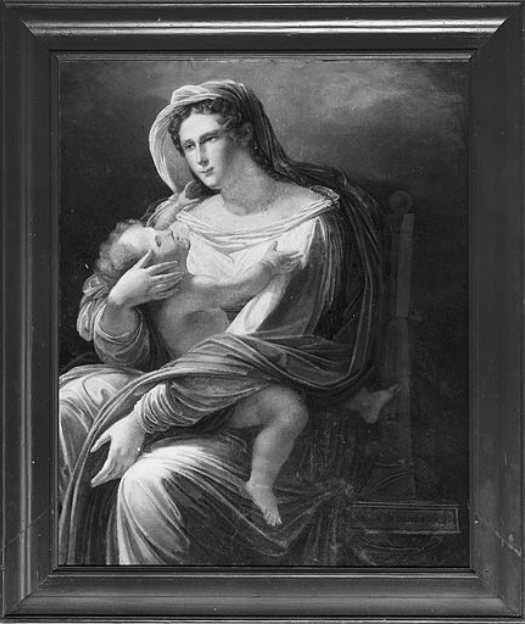
Vierge à l'Enfant, premier quart du XIXe siècle. Église paroissiale Saint-Martin, à Dommartin,.

Comtesse et chanoinesse du chapitre de Saint-Anne de Munich,, elle étudie la peinture à Paris, où elle est l'élève de Pierre-Narcisse Guérin,,,.
En 1817, deux de ses tableaux sont refusés au salon de l’Académie de peinture. Cette même année, elle ouvre son propre salon faubourg Saint-Honoré, où elle présente une douzaine de ses œuvres. À cette époque, elle reverse le produit de ses quelques ventes aux pauvres,.
En 1819, elle retente sa chance à l'Académie et se dispute avec Guérin. Simone de Vauchier du Deschaux décide alors de se tourner vers la peinture religieuse, en répondant aux commandes de prêtres ou communautés religieuses.
Elle meurt à Paris le 19 avril 1834. Elle ne fut jamais mariée.

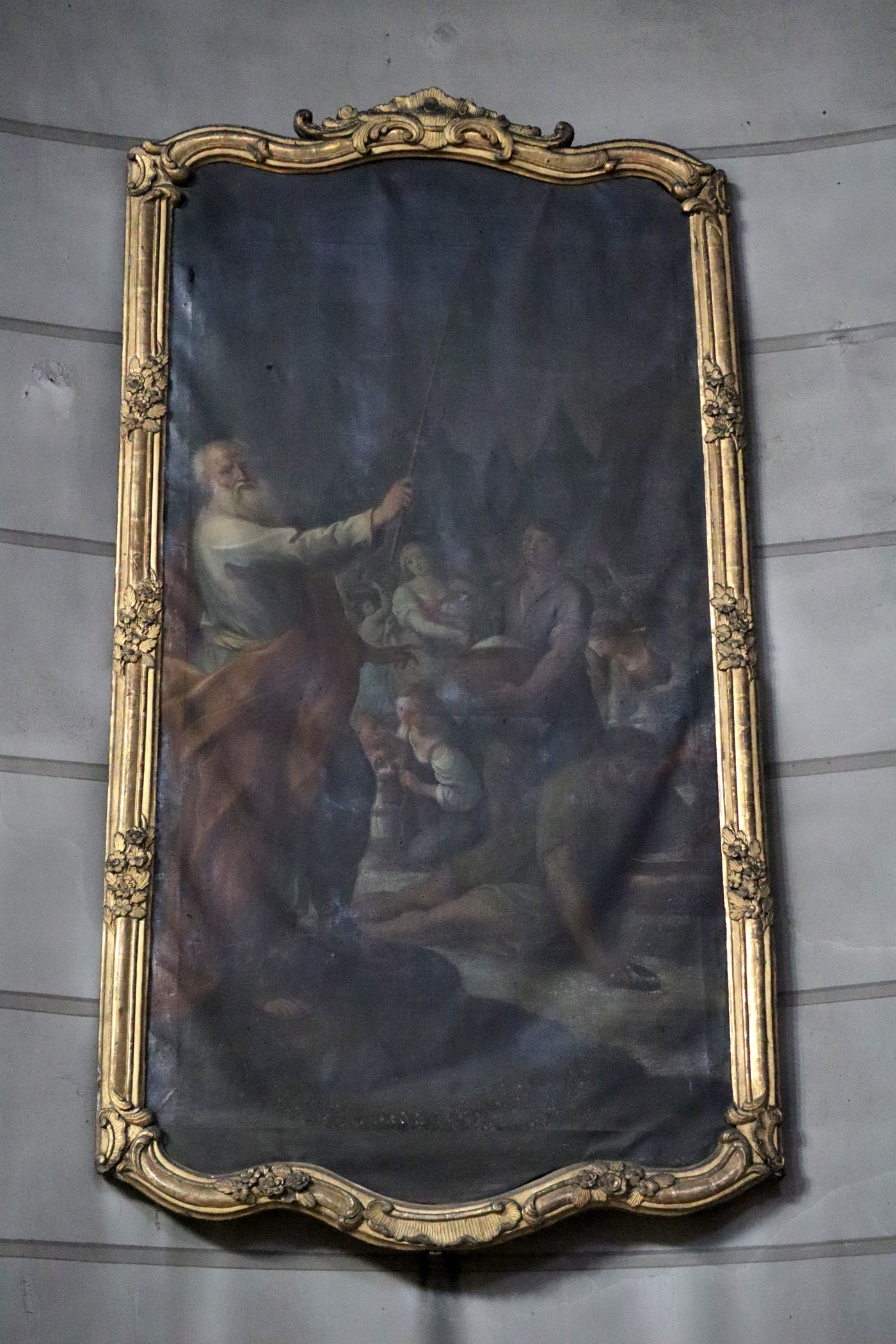
La ville de Besançon implorant Saint-Prothade. Église Saint-Pierre de Besançon.

### Œuvre
D'après l'historienne Claude-Isabelle Brelot, Simone de Vaulchier du Deschaux aurait peint plus d'une soixantaine de toiles, qu'elle juge de qualités inégales.
Son tableau le plus connu est La ville de Besançon implorant Saint-Prothade, situé à l'intérieur de l'église Saint-Pierre,,,,,. La ville de Besançon y est personnifiée en une femme ayant ses propres traits.
On peut aussi citer, notamment : Le Sacrée Cœur, conservée au musée des Beaux-Arts et d'Archéologie de Besançon ; mais aussi : L'Enfant prodigue située à l'église du Deschaux, et Le Martyre de saint Vincent à celle d'Arlay,.
Elle décore aussi les églises Saint-Eustache et de l'Assomption de Paris.